# Masaaki Furukawa
Masaaki Furukawa (古川 昌明?, Furukawa Masaaki; Prefettura di Chiba, 28 agosto 1968) è un ex calciatore giapponese, di ruolo portiere.